# Pietrasanta
Pietrasanta é uma comuna italiana da região da Toscana, província de Lucca, com cerca de 24.127 habitantes. Estende-se por uma área de 41 km², tendo uma densidade populacional de 588 hab/km². Faz fronteira com Camaiore, Forte dei Marmi, Montignoso (MS), Seravezza, Stazzema.

## Demografia
| Variação demográfica do município entre 1861 e 2011                               |
|                                                                                   |
| Fonte: Istituto Nazionale di Statistica (ISTAT) - Elaboração gráfica da Wikipedia |

## Personalidades
- Giosuè Carducci (1835-1907), prémio Nobel da Literatura de 1906